# Élections régionales de 1991 en Hesse
Les élections régionales de 1991 en Hesse (en allemand : Landtagswahl in Hessen 1991) se tiennent le 20 janvier 1991, afin d'élire les 110 députés de la 13e législature du Landtag, pour un mandat de quatre ans.
Le scrutin est marqué par une victoire du SPD, qui devance de très peu la CDU au pouvoir depuis 1987. Hans Eichel est investi ministre-président après avoir formé une « coalition rouge-verte ».

## Contexte
Aux élections régionales anticipées du 5 avril 1987, la CDU, emmenée par le ministre fédéral de l'Environnement Walter Wallmann, redevient le premier parti de Hesse, avec 42,1 % des voix et 47 députés sur 110.
Elle devance le SPD du ministre des Finances Hans Krollmann, qui réunit 40,2 % des suffrages exprimés, ce qui lui permet de conquérir 44 sièges. Les Grünen d'Iris Blaul et Joschka Fischer, turbulents partenaires du SPD depuis juin 1984, atteignent 9,4 % des voix, soit dix élus. Ils sont suivis par le FDP de Wolfgang Gerhardt, qui tombe à la quatrième place avec 7,6 % des exprimés et neuf parlementaires.
Wallmann est alors investi ministre-président à la tête d'une « coalition noire-jaune » qui dispose de l'exacte majorité absolue. Il provoque ainsi la première alternance dans ce Land depuis 1945.
Premier candidat social-démocrate à ne pas accéder au pouvoir, Hans Krollmann est progressivement remplacé comme chef de file du SPD de Hesse : Ernst Welteke le remplace en tant que président du groupe parlementaire en février 1988, puis le bourgmestre de Cassel Hans Eichel lui succède au poste de président régional du parti l'année qui suit.
Au cours de la législature, le Landtag procède à une importante réforme de la loi électorale. Alors qu'à présent chaque électeur disposait d'une voix comptant double (la voix donnée à un candidat de circonscription était automatiquement attribuée au parti qu'il représentait), le nouveau système accorde deux voix à chaque votant : il vote avec la première pour un candidat de circonscription et avec la seconde pour un parti.

## Mode de scrutin
Le Landtag est constitué de 110 députés (en allemand : Mitglied des Landtags, MdL), élus pour une législature de quatre ans au suffrage universel direct et suivant le scrutin proportionnel de Hare.
Chaque électeur dispose de deux voix : la première (en allemand : Wahlkreisstimme) lui permet de voter pour un candidat de sa circonscription selon les modalités du scrutin uninominal majoritaire à un tour, le Land comptant un total de 55 circonscriptions ; la seconde voix (en allemand : Landesstimme) lui permet de voter en faveur d'une liste de candidats présentée par un parti au niveau du Land.
Lors du dépouillement, l'intégralité des 110 sièges est répartie à la proportionnelle sur la base des secondes voix uniquement, à condition qu'un parti ait remporté 5 % des voix au niveau du Land. Si un parti a remporté des mandats au scrutin uninominal, ses sièges sont d'abord pourvus par ceux-ci.
Dans le cas où un parti obtient plus de mandats au scrutin uninominal que la proportionnelle ne lui en attribue, la taille du Landtag est augmentée jusqu'à rétablir la proportionnalité.

## Campagne

### Principaux partis
| Parti | Parti                                                                              | Chef de file                               | Résultat en 1987           |
| ----- | ---------------------------------------------------------------------------------- | ------------------------------------------ | -------------------------- |
|       | Union chrétienne-démocrate d'Allemagne Christlich Demokratische Union Deutschlands | Walter Wallmann (Ministre-président)       | 42,1 % des voix 47 députés |
|       | Parti social-démocrate d'Allemagne Sozialdemokratische Partei Deutschlands         | Hans Eichel (Bourgmestre de Cassel)        | 40,2 % des voix 44 députés |
|       | Alliance 90 / Les Verts Bündnis90/Die Grünen                                       | Iris Blaul et Joschka Fischer              | 9,4 % des voix 10 députés  |
|       | Parti libéral-démocrate Freie Demokratische Partei                                 | Wolfgang Gerhardt (Ministre de la Science) | 7,8 % des voix 9 députés   |

## Résultats

### Voix et sièges
|                                   | Parti social-démocrate d'Allemagne (SPD)          | Parti social-démocrate d'Allemagne (SPD)          | 1 289 735 | 43,58 | 31        | 5             | 1 214 909 | 40,84 | 15 | 46  | 2             |  |  |  |
|                                   | Union chrétienne-démocrate d'Allemagne (CDU)      | Union chrétienne-démocrate d'Allemagne (CDU)      | 1 246 046 | 42,10 | 24        | 5             | 1 195 965 | 40,20 | 22 | 46  | 1             |  |  |  |
|                                   | Alliance 90 / Les Verts (Grünen)                  | Alliance 90 / Les Verts (Grünen)                  | 212 795   | 7,19  | 0         | en stagnation | 262 161   | 8,81  | 10 | 10  | en stagnation |  |  |  |
|                                   | Parti libéral-démocrate (FDP)                     | Parti libéral-démocrate (FDP)                     | 185 413   | 6,27  | 0         | en stagnation | 220 115   | 7,40  | 8  | 8   | 1             |  |  |  |
|                                   | Les Républicains (REP)                            | Les Républicains (REP)                            | 8 644     | 0,29  | 0         | Nv.           | 49 320    | 1,66  | 0  | 0   | Nv.           |  |  |  |
|                                   | Les Gris - Les Panthères grises (GRAUE)           | Les Gris - Les Panthères grises (GRAUE)           | 9 273     | 0,31  | 0         | Nv.           | 16 521    | 0,56  | 0  | 0   | Nv.           |  |  |  |
|                                   | Parti écologiste-démocrate (ÖDP)                  | Parti écologiste-démocrate (ÖDP)                  | 4 652     | 0,16  | 0         | en stagnation | 8 772     | 0,29  | 0  | 0   | en stagnation |  |  |  |
|                                   | Parti des chrétiens respectueux de la Bible (PBC) | Parti des chrétiens respectueux de la Bible (PBC) | 137       | 0,00  | 0         | Nv.           | 7 109     | 0,24  | 0  | 0   | Nv.           |  |  |  |
|                                   | Indépendants                                      | Indépendants                                      | 2 774     | 0,09  | 0         | en stagnation |           |       |    | 0   | en stagnation |  |  |  |
|                                   |                                                   |                                                   |           |       |           |               |           |       |    |     |               |  |  |  |
| Votes valides                     | Votes valides                                     | Votes valides                                     | 2 959 469 | 97,71 |           |               | 2 974 872 | 98,21 |    |     |               |  |  |  |
| Votes blancs et nuls              | Votes blancs et nuls                              | Votes blancs et nuls                              | 69 471    | 2,29  | 54 068    | 1,79          |           |       |    |     |               |  |  |  |
| Total                             | Total                                             | Total                                             | 3 028 940 | 100   | 55        | en stagnation | 3 028 940 | 100   | 55 | 110 | en stagnation |  |  |  |
| Abstentions                       | Abstentions                                       | Abstentions                                       | 1 249 211 | 29,20 |           |               | 1 249 211 | 29,20 |    |     |               |  |  |  |
| Nombre d'inscrits / participation | Nombre d'inscrits / participation                 | Nombre d'inscrits / participation                 | 4 278 151 | 70,80 | 4 278 151 | 70,80         |           |       |    |     |               |  |  |  |